# Onosma bulbotrichum
Onosma bulbotrichum är en strävbladig växtart som beskrevs av Dc. Onosma bulbotrichum ingår i släktet Onosma och familjen strävbladiga växter. Inga underarter finns listade i Catalogue of Life.